# 保坂三蔵
保坂 三蔵（保坂 三藏、ほさか さんぞう、1939年5月15日 - ）は、日本の政治家。
経済産業副大臣（第2次小泉改造内閣）、参議院議員（2期）、東京都議会議員（6期）、台東区議会議員（1期）を歴任。

## 略歴
東京府東京市（現・東京都台東区）生まれ。開成高等学校、立教大学法学部法学科卒業。1962年、東京日産自動車販売株式会社に入社した。
1971年、台東区議会議員選挙に出馬し初当選。1973年に任期途中で辞職し、東京都議会議員選挙に台東区選挙区から出馬し、当選。以後6期連続当選。
1995年、任期途中で都議を辞職、第17回参議院議員通常選挙に東京都選挙区（定数5）から自由民主党公認（自由連合推薦）で出馬し、当選。1998年、小渕内閣で通商産業政務次官に就任。2001年、第19回参議院議員通常選挙で再選。2004年、第2次小泉改造内閣で経済産業副大臣に就任した。
2007年、第21回参議院議員通常選挙に3選を目指して東京都選挙区から出馬。自民党東京都連は東京都選挙区から出馬した保坂、丸川珠代のうち、保坂を「本命馬」に位置づけた組織型選挙を展開したが、結果は691,367票を獲得した丸川が4位で当選し、保坂は丸川の票を約4万票下回る651,481票に留まり、683,629票の川田龍平に次ぐ6位で落選した。
2010年、第22回参議院議員通常選挙に比例区からの出馬を表明。自民党は党規の70歳定年制により、70歳を超える者は比例区で公認しない原則を掲げていたが、保坂は例外的に71歳ながら公認を受けた。しかし、全立候補者35人中19位（自民党の当選者枠は12議席）で落選した。
参院選落選後も次期参院選への立候補に意欲を見せていたが、一転、2011年4月の統一地方選挙で行われる台東区長選挙への出馬を表明、現職の吉住弘も3選出馬の意向を示したため、異例の予備選挙が行われた。予備選の結果、保坂は吉住を大差で破って自民党推薦候補に内定し、自民党都連の推薦で出馬した。一方、敗れた吉住も不出馬による候補者の一本化を拒否し、区長選への出馬を表明。そのため自民党から離党勧告を受け、自民党を離党して無所属で出馬した。台東区長選にはこの他、元区議の中山寛進（民主党の元衆議院議員・中山義活の長男）らも出馬したが、吉住が3選し、保坂は次点で落選した。
2014年、旭日重光章受章。
2017年2月、同年夏の東京都議会議員選挙に息子の保坂真宏が都民ファーストの会から立候補することが決まったことから、「けじめをつけたい」として自民党に離党届を提出。届出は同年7月3日に受理された。

## 人物
長男は、東京都議会議員を務める保坂真宏。

## 政策・主張
- 永住外国人への地方選挙権付与に賛成。東京日韓親善協会連合会の会長を務めていた当時、在日本大韓民国民団の集会に出席し、在日韓国人をはじめ永住者への地方選挙権付与に向けての意気込みを語った[8]。
- 2010年の読売新聞のアンケートにおいて、選択的夫婦別姓制度について「どちらともいえない」と回答[9]。

## 所属団体
- 東日本実業団空手道連盟（第5代会長）

## 著書
- 「ハダカの新幹線―「高速時代と都市再生」のロマンを追う」 東洋堂企画出版社 1982年
- 「東京上野の五百年」 東洋堂企画出版社 1983年 ISBN 4924706132